# Aeroportul Raroia
Aeroportul Raroia (IATA: RRR, ICAO: NTKO) este un aeroport din Polinezia Franceză, Franța ce deservește zona Raroia⁠(d). Aeroportul a fost tranzitat în 2022 de 2.628 de pasageri.
Situat la o altitudine de 5 m, aeroportul dispune de o singură pistă.